# Хилсборо (Канзас)
Хилсборо (енгл. Hillsboro) град је у америчкој савезној држави Канзас.

## Демографија
По попису из 2010. године број становника је 2.993, што је 139 (4,9%) становника више него 2000. године.
| Група             | 2000.         | 2010.         |
| Белци             | 2.760 (96,7%) | 2.777 (92,8%) |
| Афроамериканци    | 10 (0,4%)     | 52 (1,7%)     |
| Азијати           | 9 (0,3%)      | 7 (0,2%)      |
| Хиспаноамериканци | 43 (1,5%)     | 96 (3,2%)     |
| Укупно            | 2.854         | 2.993         |